# Hannu Ryöppönen
Hannu R. Ryöppönen, född 1952 i Pernå, är en finländsk företagsledare som är ledamot för sportutrustningsföretaget Amer Sports Oyj. Han har tidigare arbetat som bland annat finansdirektör för Ikea, IK Investment Partners, Royal Ahold NV och Stora Enso Oyj (även vice VD), vice styrelseordförande för Rautaruukki Oyj och styrelseordförande för Hakon Invest AB, Billerud Korsnäs AB och Altor Equity Partners AB. Ryöppönen var även ledamot i Neste Oyj och Novo Nordisk samt i det nordiska rådet för finansbolaget Citigroup Inc.
Han avlade en kandidatexamen i företagsekonomi vid Svenska handelshögskolan.